# Южнячки
„Южнячки“ (на английски: The Help) е американска драма от 2011 г. Филмът е екранизация на едноименния роман на Катрин Стокет. Действието във филма се развива в столицата на щата Мисисипи Джаксън и е с участието на Ема Стоун, Вайола Дейвис, Брайс Далас Хауърд, Алисън Джейни, Джесика Частейн, Сиси Спейсик и Мери Стийнбъргън.
През януари 2012 г. „Южнячки“ получава четири номинации за Оскари 2012, в това число за най-добър филм.

## Актьорски състав
| Актьор             | Роля           |
| ------------------ | -------------- |
| Ема Стоун          | Юджиния Фелан  |
| Вайола Дейвис      | Ейбилийн Кларк |
| Брайс Далас Хауърд | Хили Холбрук   |
| Октавия Спенсър    | Мини Джаксън   |
| Джесика Частейн    | Силия Фут      |
| Алисън Джейни      | Шарлът Фелан   |
| Майк Фогел         | Джони Фут      |
| Сиси Спейсик       | г-жа Уолтърс   |
| Мери Стийнбъргън   | Илейн Стайн    |

## Награди и номинации
| Награда                              | Категория                           | Номиниран(и)           | Резултат  |
| ------------------------------------ | ----------------------------------- | ---------------------- | --------- |
| Награди на филмовата академия на САЩ | Най-добър филм                      | Най-добър филм         | номинация |
| Награди на филмовата академия на САЩ | Най-добра женска роля               | Вайола Дейвис          | номинация |
| Награди на филмовата академия на САЩ | Най-добра поддържаща женска роля    | Октавия Спенсър        | награда   |
| Награди на филмовата академия на САЩ | Най-добра поддържаща женска роля    | Джесика Частейн        | номинация |
| Награда на БАФТА                     | Най-добър филм                      | Най-добър филм         | номинация |
| Награда на БАФТА                     | Най-добър адаптиран сценарий        | Тейт Тейлър            | номинация |
| Награда на БАФТА                     | Най-добра актриса в главна роля     | Вайола Дейвис          | номинация |
| Награда на БАФТА                     | Най-добра актриса в поддържаща роля | Октавия Спенсър        | награда   |
| Награда на БАФТА                     | Най-добра актриса в поддържаща роля | Джесика Частейн        | номинация |
| Златен глобус                        | Най-добър филм - драма              | Най-добър филм - драма | номинация |
| Златен глобус                        | Най-добра актриса в драма           | Вайола Дейвис          | номинация |
| Златен глобус                        | Най-добра поддържаща актриса        | Октавия Спенсър        | награда   |
| Златен глобус                        | Най-добра поддържаща актриса        | Джесика Частейн        | номинация |
| Златен глобус                        | Най-добра оригинална песен          | „The Living Proof“     | номинация |